# Maquette Holyland de Jérusalem

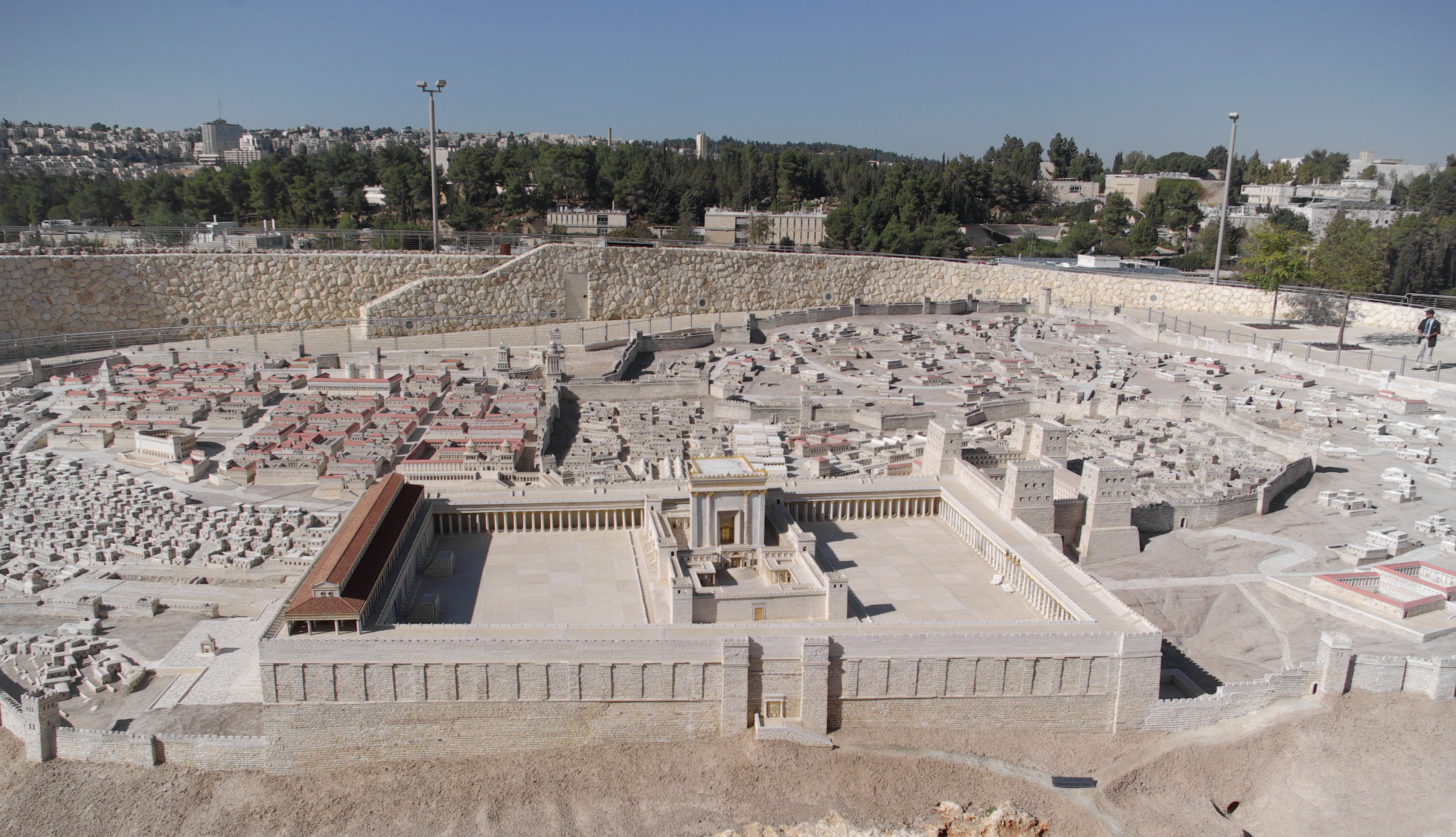
Maquette du Second Temple de Jérusalem au musée d’Israël à Jérusalem

La maquette Holyland de Jérusalem est une maquette de la vieille ville de Jérusalem vers la fin de la période du Second Temple. 
Conçue par Michael Avi-Yonah, et inaugurée en 1966 à l'hôtel Holyland de Jérusalem, elle est déplacée vers le musée d'Israël en juin 2006.

## Histoire
La maquette, qui mesure 2 000 mètres carrés (21 520 pieds carrés), a été commandée en 1966 par Hans Kroch, le propriétaire de l'hôtel Holyland, en mémoire de son fils, Yaakov, un soldat de Tsahal qui a été tué pendant la guerre d'indépendance de 1948. La maquette a été conçue par l'historien et géographe israélien Michael Avi-Yonah, basée sur les écrits de Flavius Josèphe et d'autres sources historiques. La maquette comprend une réplique du temple d'Hérode. À partir de 1974, Yoram Tsafrir a supervisé la maquette Holyland de Jérusalem. En 2006, la maquette a été transférée à la lisière sud du Jardin de Sculpture Billy Rose au musée d'Israël. En préparation du déménagement, la maquette a été découpée en 1 000 morceaux pour être remontée ensuite. L'hôtel Holyland a dépensé 3,5 millions $ pour le déménagement.